# 아프리카계 브라질인
아프리카계 브라질인(브라질 포르투갈어: Afro-brasileiros)은 흑인 혈통을 가진 브라질인을 의미한다.

## 유명 인사
- 펠레: 축구 선수
- 호나우지뉴: 축구 선수
- 호비뉴: 축구 선수

## 같이 보기
- 브라질인
- 흑인
- 재외 아프리카인